# Совєтова Катерина Василівна
Катерина Василівна Совєтова (19 листопада 1914, місто Полтава, тепер Полтавської області — ?) — українська радянська діячка, лікар, ординатор терапевтичного відділення, дільничний лікар 2-ї Полтавської міської лікарні Полтавської області. Депутат Верховної Ради УРСР 4-го скликання.

## Біографія
Рано залишилася без батька. Закінчила середню школу в місті Полтаві.
Освіта вища. Закінчила Харківський медичний інститут, здобула спеціальність лікаря-трапевта.
Трудову діяльність розпочала лікарем сільської лікарні у Таджицькій РСР.
З 1942 року — в Червоній армії, учасник німецько-радянської війни. Служила молодшим лікарем санітарної роти 73-го стрілецького полку 33-ї стрілецької дивізії Калінінського, 2-го Прибалтійського фронтів.
З 1946 року — лікар Полтавської обласної лікарні, з 1951 року — дільничний лікар, ординатор терапевтичного відділення 2-ї Полтавської міської лікарні Полтавської області.
Член КПРС.
Потім — на пенсії у місті Полтаві.

## Звання
- старший лейтенант медичної служби
- капітан медичної служби (1944)

## Нагороди
- орден Вітчизняної війни ІІ ст. (6.04.1985)
- орден Червоної Зірки (6.02.1944)
- ордени
- медалі